# Neomarica longifolia
Neomarica longifolia, hay còn được gọi là "diên vĩ biết đi" ("walking iris"), là một loài thực vật có hoa trong họ Diên vĩ. Loài này được Thomas Archibald Sprague miêu tả khoa học đầu tiên năm 1928.

## Mô tả
Neomarica longifolia có đường kính từ 5 đến 10 cm và có phần giống với hoa diên vĩ. Sau khi thụ phấn, cây trồng mới xuất hiện nơi hoa xuất hiện và thân cây vẫn tiếp tục phát triển lâu hơn. Trọng lượng của cây trồng sẽ phát triển làm cho thân cây uốn cong xuống mặt đất, cho phép cây trồng mới ra rễ xa ra khỏi cây mẹ. Đây là cách nó có được tên phổ biến của "diên vĩ biết đi". Cái tên phổ biến khác là "cây tông đồ" ("Apostle Plant"), bắt nguồn từ niềm tin rằng cây sẽ không nở hoa cho đến khi cá thể có ít nhất 12 lá, bằng với số tông đồ của Chúa Giêsu.